# ジャパンタッチ協会
一般財団法人ジャパンタッチ協会（じゃぱんたっちきょうかい）は、日本におけるタッチラグビー競技を統括し、タッチラグビーの普及や全日本タッチラグビー選手権大会の開催を通じて、レクリエーション競技等を促進するために活動する団体。公益財団法人日本レクリエーション協会及び国際タッチ連盟に加盟している。

## 組織概要
全国各地でタッチラグビーの大会を開催するとともに、10万人余の愛好者、700余名の指導員、47の支部を組織している。1986年には国際タッチ連盟（加盟54カ国）の日本支部として認可され、2003年には世界15カ国以上が参加した「タッチワールドカップ」を埼玉県熊谷市で開催した。またタッチラグビー界の指導ができる人材を養成するため、指導者育成のレフリー・コーチング講習会を実施している。。

## 大会・試合
- 全日本タッチオープン
- 全日本タッチラグビー選手権大会
- タッチラグビー学生選手権
- ジャパンカップ・ジュニアフェスティバル